# Grb Mayottea
Grb Mayottea sastoji se od štita oko kojeg se nalaze dva morska konjica koji pridržavaju štit. Ispod štita je traka s natpisom "Ra Hachiri".

## Također pogledajte
- Zastava Mayottea